# Крњево (Велика Плана)
Крњево је насељено место у Србији у општини Велика Плана у Подунавском округу. Према попису из 2022. било је 3.074 становника.

## Историја
Крњево се налази северозападно од Великог Орашја, Подунавски округ општина Велика Плана. И за постанак Крњева постоји исто као и за Велико Орашје. По томе предању Крњево је постало од старог насеља Ливада, и то на овај начин: Становништво Ливадице пошло је у три правца: једни су основали Ливадицу (пожаревачку), други Велико Орашје, а трећи су дошли у Савановац, где је била велика шума. Како је ово место било у близини друма, и како ни овде нису били мирни од Турака, уклоне се и одавде, па једни оду у трње, ближе Морави, и оснују Трновче, а други оду дубље у шуму, око Чоклиновачког Потока, и оснују село, на месту, које се зове Старо Крњево.
Крњево долази у ред великих насеља. По харачким списковима имало је 1818. г. 100, а 1822. г. 109 кућа. Године 1846. Крњево је имало 195 кућа, а по попису из 1921. г. 948 кућа са 4916 становника.
Подељено је на више крајева – засеока, од којих су значајна два: Савановац и Баре. Крај Савановац је око железничке станице Цариградског друма, и ту је, као што је поменуто, основа данашњег Крњева. Баре су 1818. г. биле самостално насеље и имале су тада 10 кућа. Да би груписао села, кнез Милош је раселио из Бара, Јовиће и Миловановиће па их насели у Милошевац, где су они данас познати под именом Барани.
За најстарије породице сматрају се: Бајићи, који не знају од куда су старином, али причају да су од својих старих слушали, да се један део од њихове породице, још док су били у Селишту, одвојио и прешао у околину Ковина; Чолаковићи и Миленковићи, чији су преци дошли из Старе Србије; Перићи и Живановићи, старином од Дебра; Цветковићи и Богићевићи, који имају рођаке у пожаревачкој Ливадици; Шулејићи, старином „из Влашке;“ Бранковићи (Хранисављевићи, Јовановићи) чији предак Сима дошао пре Устанка из Пештери; Арсићи старином из околине Прокупља и Тирнанићи, чији су преци три брата, дошли „од Тиране“ одакле су побегли од Турака. (подаци крајем 1921. године).
Овде се налазе Железничка станица Крњево-Трновче и ФК Јединство Крњево.

## Економски развој
Насеље је и средиште водећег извозника меда из Србије, компаније Медино и једног од водећих трговинских ланаца у земљи ДИС трговине.

## Демографија
У насељу Крњево живи 3467 пунолетних становника, а просечна старост становништва износи 42,6 година (41,0 код мушкараца и 44,2 код жена). У насељу има 1257 домаћинстава, а просечан број чланова по домаћинству је 3,38.
Ово насеље је великим делом насељено Србима (према попису из 2002. године), а у последња три пописа, примећен је пад у броју становника.
|  |

| Демографија | Демографија | Демографија |
| Година      | Становника  | Становника  |
| ----------- | ----------- | ----------- |
| 1948.       | 5.751       |             |
| 1953.       | 5.853       |             |
| 1961.       | 5.876       |             |
| 1971.       | 5.623       |             |
| 1981.       | 5.437       |             |
| 1991.       | 5.101       | 4.726       |
| 2002.       | 4.253       | 4.803       |
| 2011.       | 3.777       |             |
| 2022.       | 3.074       |             |

| Етнички састав према попису из 2002.‍ | Етнички састав према попису из 2002.‍ | Етнички састав према попису из 2002.‍ | Етнички састав према попису из 2002.‍ | Етнички састав према попису из 2002.‍ |
| ------------------------------------ | ------------------------------------ | ------------------------------------ | ------------------------------------ | ------------------------------------ |
|                                      |                                      |                                      |                                      |                                      |
| Срби                                 | Срби                                 |                                      | 4.213                                | 99,05%                               |
| Македонци                            | Македонци                            |                                      | 5                                    | 0,11%                                |
| Хрвати                               | Хрвати                               |                                      | 4                                    | 0,09%                                |
| Црногорци                            | Црногорци                            |                                      | 3                                    | 0,07%                                |
| Словенци                             | Словенци                             |                                      | 2                                    | 0,04%                                |
| Руси                                 | Руси                                 |                                      | 2                                    | 0,04%                                |
| Румуни                               | Румуни                               |                                      | 2                                    | 0,04%                                |
| Мађари                               | Мађари                               |                                      | 2                                    | 0,04%                                |
| Бугари                               | Бугари                               |                                      | 1                                    | 0,02%                                |
| Југословени                          | Југословени                          |                                      | 1                                    | 0,02%                                |
| непознато                            | непознато                            |                                      | 11                                   | 0,25%                                |

| Година пописа     | 1948. | 1953. | 1961. | 1971. | 1981. | 1991. | 2002. |
| ----------------- | ----- | ----- | ----- | ----- | ----- | ----- | ----- |
| Број домаћинстава | 1.211 | 1.269 | 1.365 | 1.436 | 1.404 | 1.332 | 1.257 |

| Број чланова      | 1   | 2   | 3   | 4   | 5   | 6   | 7  | 8  | 9 | 10 и више | Просек |
| ----------------- | --- | --- | --- | --- | --- | --- | -- | -- | - | --------- | ------ |
| Број домаћинстава | 228 | 273 | 203 | 195 | 159 | 135 | 39 | 17 | 5 | 3         | 3,38   |

| Пол    | Укупно | Неожењен/Неудата | Ожењен/Удата | Удовац/Удовица | Разведен/Разведена | Непознато |
| ------ | ------ | ---------------- | ------------ | -------------- | ------------------ | --------- |
| Мушки  | 1.752  | 509              | 1.065        | 107            | 65                 | 6         |
| Женски | 1.858  | 334              | 1.066        | 414            | 44                 | 0         |
| УКУПНО | 3.610  | 843              | 2.131        | 521            | 109                | 6         |

| Пол    | Укупно                    | Пољопривреда, лов и шумарство | Рибарство                            | Вађење руде и камена | Прерађивачка индустрија       |
| ------ | ------------------------- | ----------------------------- | ------------------------------------ | -------------------- | ----------------------------- |
| Мушки  | 991                       | 357                           | 0                                    | 4                    | 191                           |
| Женски | 509                       | 254                           | 0                                    | 0                    | 62                            |
| УКУПНО | 1.500                     | 611                           | 0                                    | 4                    | 253                           |
| Пол    | Производња и снабдевање   | Грађевинарство                | Трговина                             | Хотели и ресторани   | Саобраћај, складиштење и везе |
| Мушки  | 16                        | 72                            | 183                                  | 13                   | 74                            |
| Женски | 2                         | 3                             | 81                                   | 17                   | 10                            |
| УКУПНО | 18                        | 75                            | 264                                  | 30                   | 84                            |
| Пол    | Финансијско посредовање   | Некретнине                    | Државна управа и одбрана             | Образовање           | Здравствени и социјални рад   |
| Мушки  | 1                         | 6                             | 24                                   | 14                   | 19                            |
| Женски | 1                         | 3                             | 6                                    | 27                   | 37                            |
| УКУПНО | 2                         | 9                             | 30                                   | 41                   | 56                            |
| Пол    | Остале услужне активности | Приватна домаћинства          | Екстериторијалне организације и тела | Непознато            | Непознато                     |
| Мушки  | 13                        | 0                             | 0                                    | 4                    | 4                             |
| Женски | 4                         | 1                             | 0                                    | 1                    | 1                             |
| УКУПНО | 17                        | 1                             | 0                                    | 5                    | 5                             |